# Боян (ім'я)
Боян — слов'янське чоловіче ім'я, що означає «співець», «оповідач». Виникло від слова «баяти» — розповідати. Було поширене серед слов'янських народів у Середньовіччі. Унаслідок канонізації православною церквою чоловіка з таким іменем стало християнським іменем. Досі поширене на Балканах. Від нього пішли прізвища Боянов та Боянович.
За однією з версій науковців, слово «боян» було в «Слові о полку Ігоревім» не іменем, а поетичним виразом «бо Ян», де іменем є слово «Ян». (див. «Таємниця віщого Бояна») [Архівовано 25 січня 2008 у Wayback Machine.] Відповідно, ім'я Боян могло утворитися після поширення літературного твору «Слово о полку Ігоревім».
Також існує жіноча форма імені — Бояна.
Боян - одне з небагатьох слов'янських імен у православних святцях. Іменини - 10 квітня. 

## Відповідності
В інших народів імені Боян відповідають імена:
біл. Баян
- болг. Боян
- мак. Боjан
- рос. Боян
- серб. Боjан/Bojan
- словен. Bojan
- хорв. Bojan

## Персоналії
- Святий мученик Боян (Боїн), князь Болгарський (†близько 830 року) — православний святий, пам'ять 10 квітня за новим стилем. Його стратив рідний брат князь-язичник Маломир.[1]
- Боян (XI ст.) — поет-співець давньої Русі.